# Выгнанка (Волынская область)
Выгнанка (укр. Ви́гнанка) — село в Любомльской городской общине Ковельского района Волынской области Украины.
До 2020 года входило в Любомльский район.
Код КОАТУУ — 0723384002. Население по переписи 2001 года составляет 250 человек. Почтовый индекс — 44341. Телефонный код — 3377. Занимает площадь 0,92 км².